# Budziboj
Budziboj – staropolskie imię męskie, złożone z członów Budzi- ("budzić") i -boj ("bicie, walka", a może pochodna od "bać się"). Mogło oznaczać "ten, który rozpoczyna bój" lub "ten, kto budzi strach".
Formy pochodne (zdrobniałe): Boj, Bojan, Bojank.
Budziboj imieniny obchodzi 5 września.